# Borovnica (Borovnica)

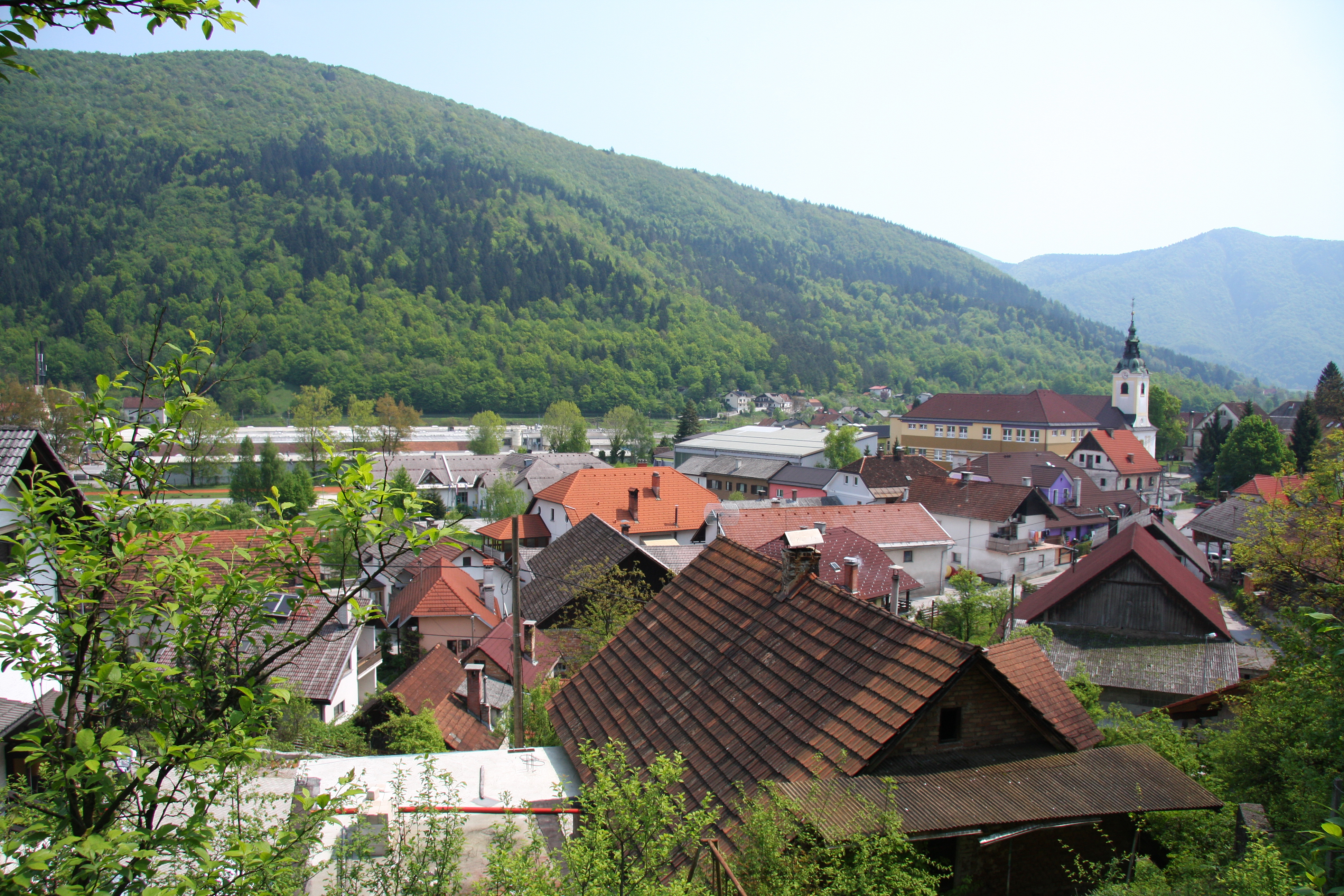
Über den Dächern von Borovnica

Die Ortschaft Borovnica (deutsch, historisch, Franzdorf). Die Gemeinde Borovnica ist Hauptort und Verwaltungszentrum der Gemeinde Borovnica in der historischen Landschaft Innerkrain, Region Osrednjeslovenska in Slowenien, rund 20 Kilometer südwestlich der Landeshauptstadt Ljubljana (Laibach).

## Geschichte
Im Jahr 1856 wurde das Franzdorfer Viadukt, ein 48 und 561 m langes, hohes, doppelstöckiges Eisenbahnviadukt für die österreichische Südbahn über das Borovnica-Tal gebaut. In der Nacht des 28. Juni 1942 überfielen Partisanentruppen einen Zug mit über 600 slowenischen Gefangenen und etwa 100 Wachsoldaten aus Ljubljana auf dem Weg in das italienische Konzentrationslager Gonars und befreiten etwa 300 Gefangene.
Das Eisenbahnviadukt  wurde am 26. August 1944 bei einer Operation der 15. US Luftflotte zerstört, bei der auch 30 Dorfbewohner getötet wurden.
Am Ende des Zweiten Weltkriegs wurde in Borovnica ein Internierungslager für italienische Kriegsgefangene eingerichtet. Die Lebensbedingungen werden als katastrophal beschrieben. Etwa 200 Häftlinge starben in diesem Lager. Das Lager wurde Mitte August 1946 geschlossen.

## Sehenswürdigkeiten
Die katholische Kirche in Borovnica aus dem Jahr 1829 ist der heiligen Margarete geweiht und gehört zur Erzdiözese von Ljubljana. Ein Vorgängerbau wurde bereits in der Mitte des 14. Jahrhunderts dokumentiert.

Bilder von Borovica
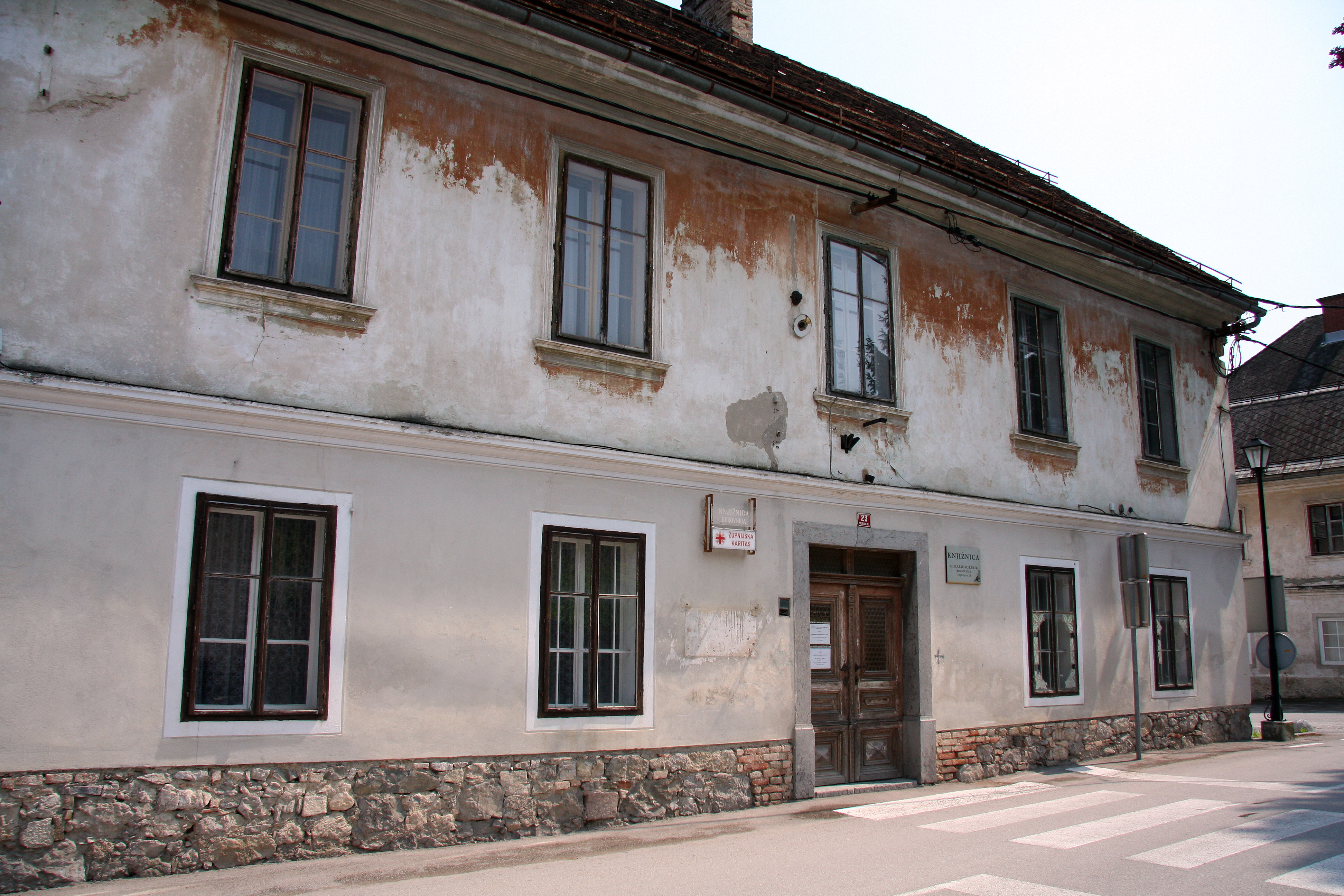
Bibliothek
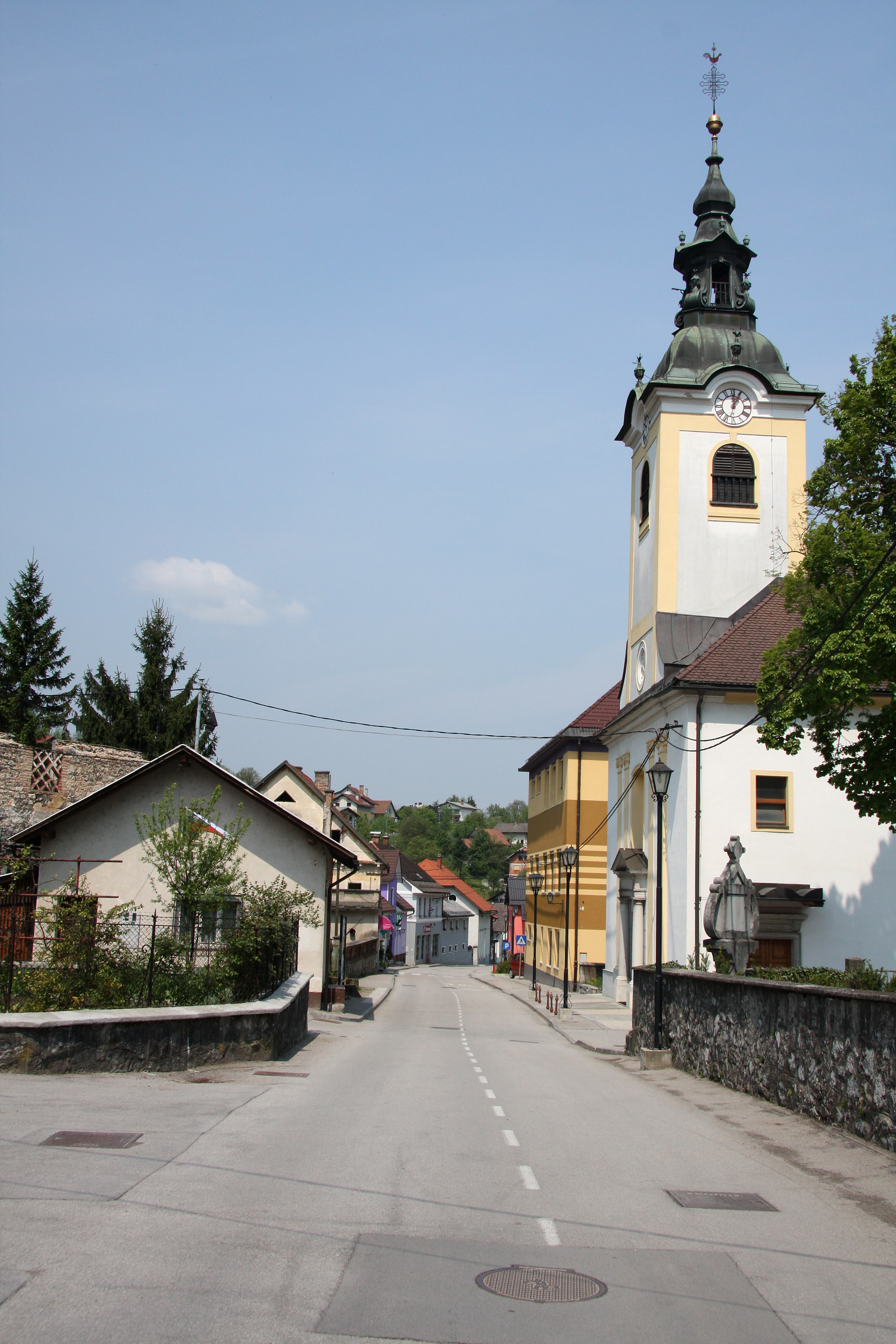
Kirche St. Margarete
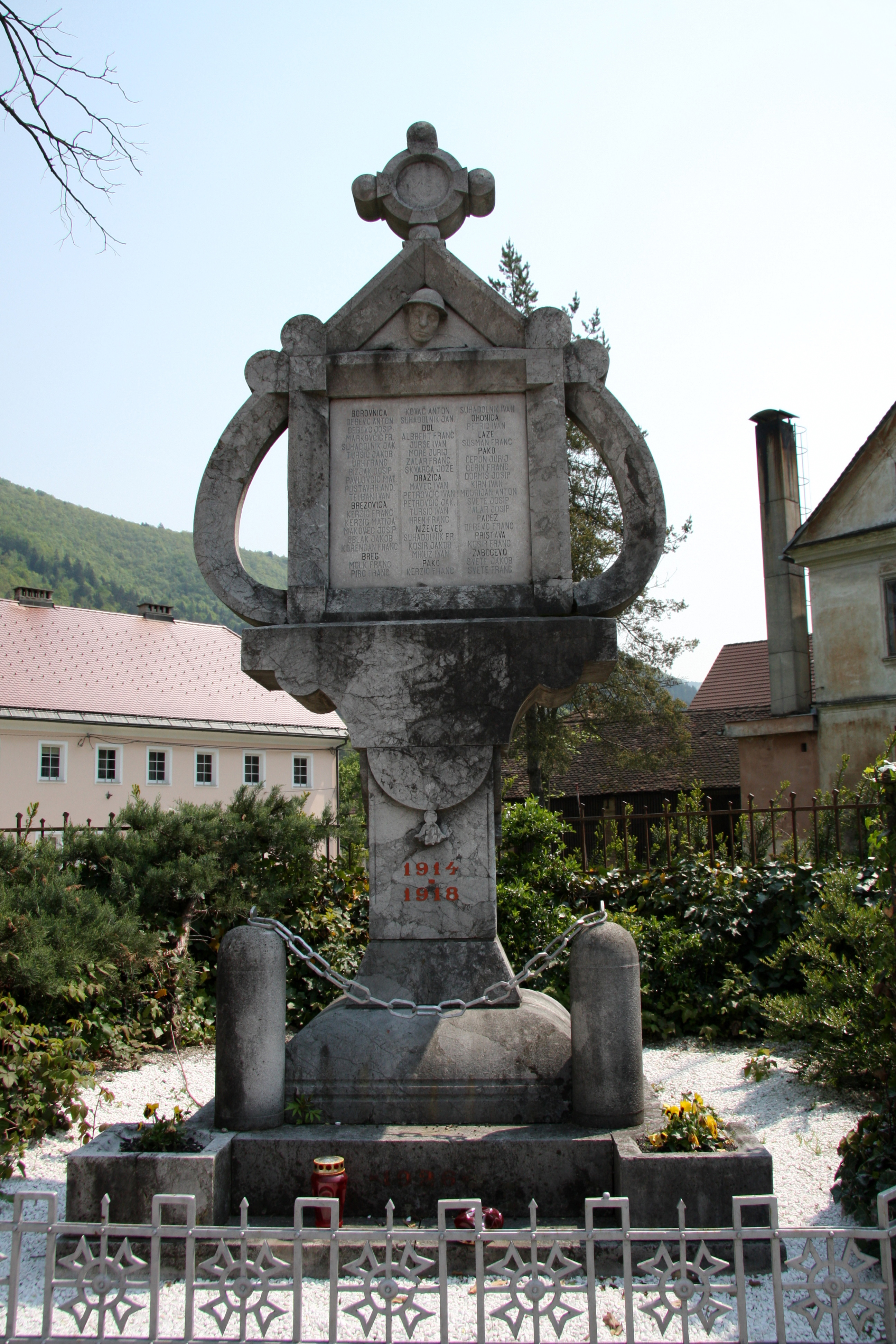
Denkmal für die im Ersten Weltkrieg gefallenen Bewohner der Gemeinde
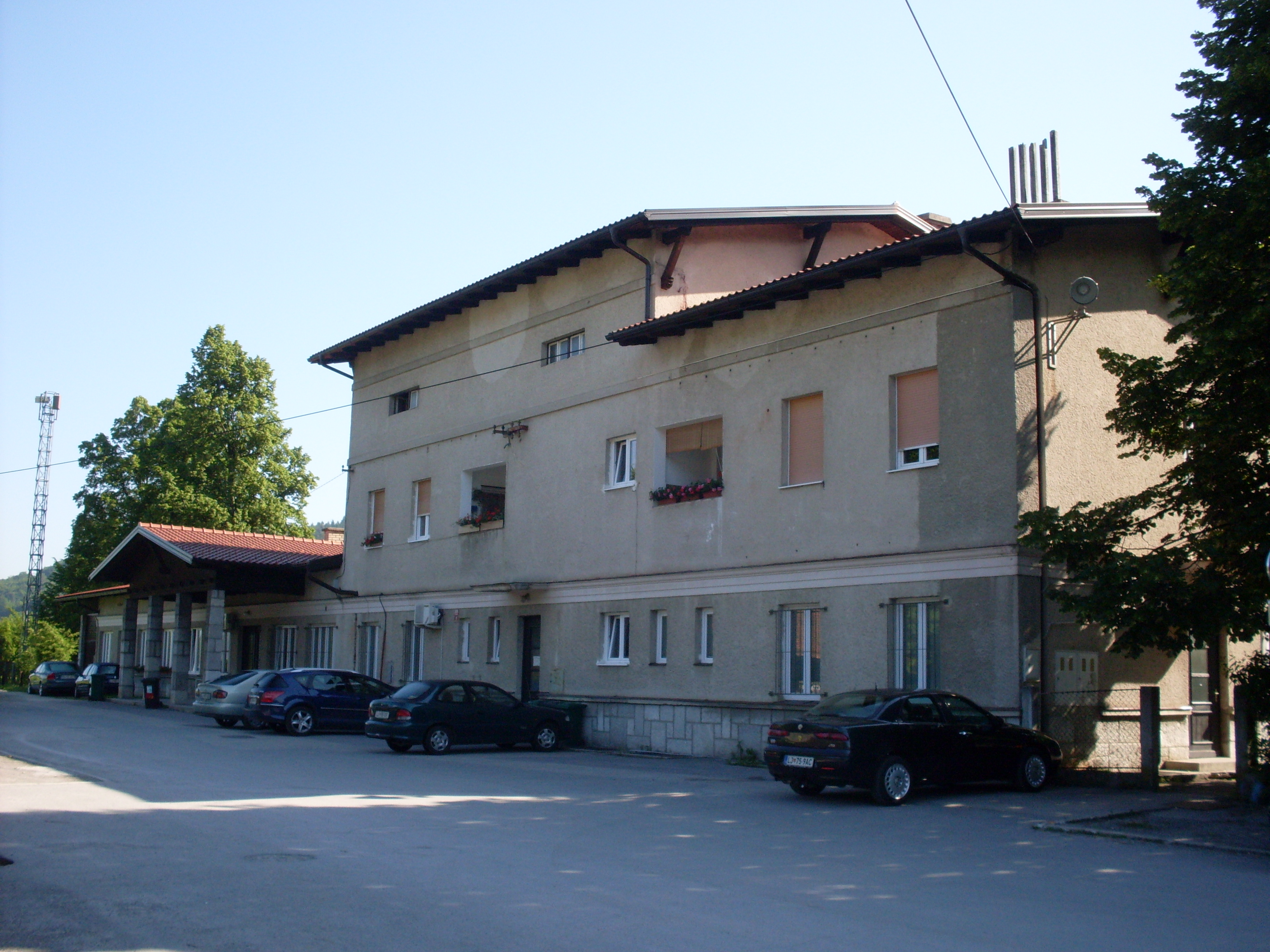
Bahnhof
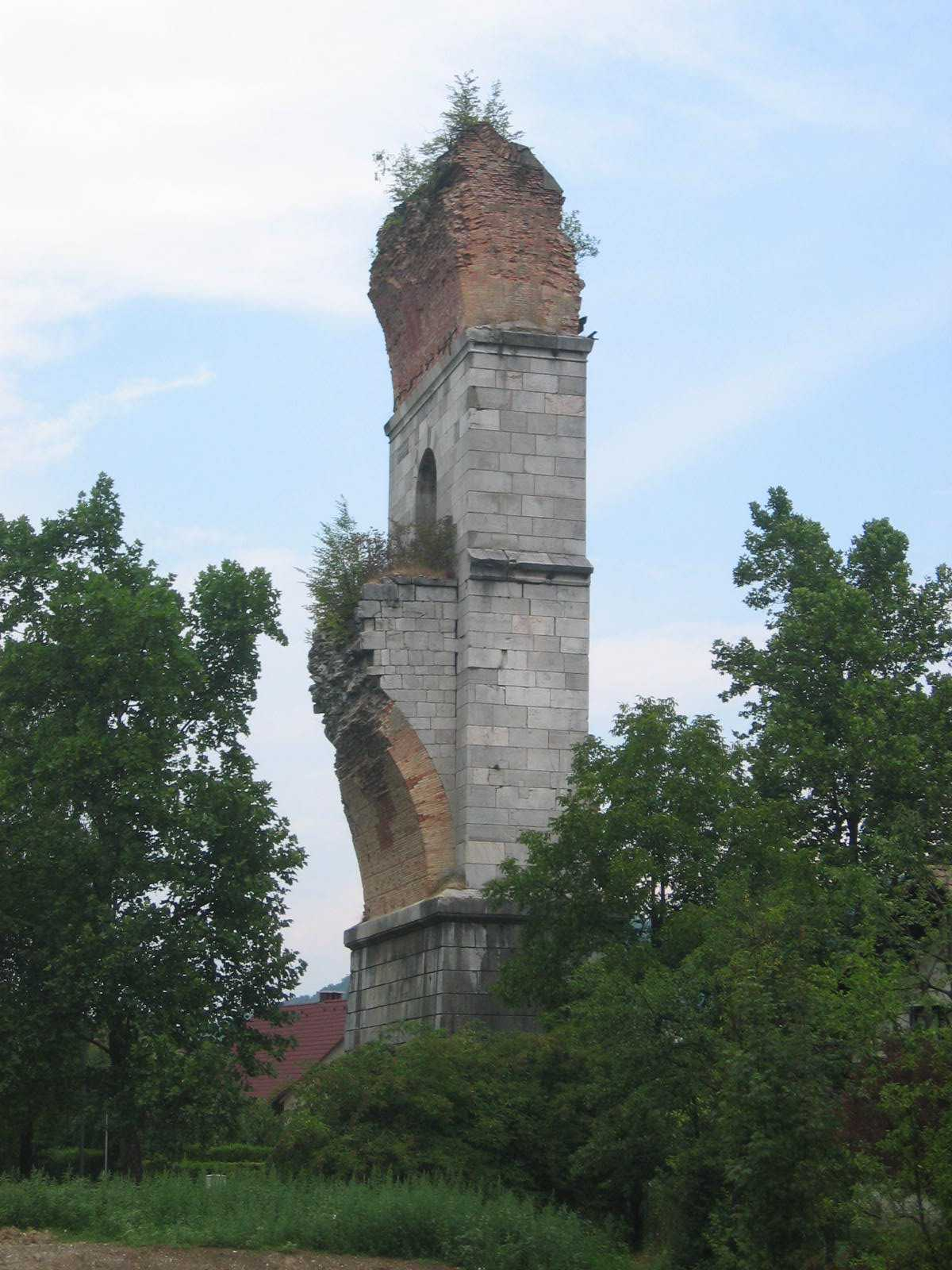
Pfeiler des im Zweiten Weltkrieg zerstörten Viadukts von Franzdorf (Borovnica)